# Mauritania Airways
Mauritania Airways (arabisch موريتانيا للطيران, DMG Mūrītāniyā li-ṭ-Ṭayarān) war eine mauretanische Fluggesellschaft mit Sitz in Nouakchott. Sie besaß zum Zeitpunkt der Einstellung des Betriebs drei Flugzeuge:
- 1 ATR 42-300
- 2 Boeing 737-700